# Prosperität
Unter Prosperität (lateinisch prosperare ‚gedeihen‘) versteht man in den Wirtschaftswissenschaften eine Konjunkturphase oder einen Zustand, der durch Wirtschaftswachstum und den damit einhergehenden Wohlstand der Wirtschaftssubjekte gekennzeichnet ist. Das Gegenteil der Prosperität ist Krise, Depression oder Austerität.

## Allgemeines
Der Anglizismus Prosperität (englisch prosperity) entspringt dem US-amerikanischen Wirtschaftsoptimismus, bei dem Unternehmen eine gute Ertragslage mit tendenziell steigenden Gewinnerwartungen verzeichnen. In der Konjunkturlehre steht Prosperität synonym für die Phase des Aufschwungs oder der Hochkonjunktur (englisch boom), die auch den Verbrauchern durch eine hohe Beschäftigungsquote zu wirtschaftlichem Erfolg verhelfen (steigendes Pro-Kopf-Einkommen).
Die Phase der Prosperität zeichnet sich durch eine optimistische Stimmung bei Unternehmern und Verbrauchern aus. Der daraus resultierende Anstieg des Konsum- und Produktionsniveaus führt zu wachsendem Volkseinkommen und wachsendem Wohlstand innerhalb der Gesellschaft. 

## Rezeption
Für den Begründer der Nationalökonomie Adam Smith drückte sich in seinem im März 1776 erschienenen Buch Der Wohlstand der Nationen „die Prosperität eines Landes in der Zunahme der Bevölkerung aus“. Der Ökonom Gottfried Haberler veröffentlichte 1937 das Buch Prosperity and Depression, das 1948 in Deutsch erschien und sich mit der theoretischen Untersuchung der Konjunkturbewegungen befasste. Er sah die Depression als Gegensatz zur Prosperität, denn „um die Depression zu definieren, müssen wir auch die Prosperität definieren; denn diese sind korrelative Begriffe, da jeder das Negative des andern ist“. Für ihn kann die Prosperität in einem Wirtschaftszweig, einer Region oder einem ganzen Staat oder der ganzen Welt bestehen. Da Joseph Schumpeter zufolge (1939) während einer Prosperität jederzeit mit vielen dynamischen Marktlagengewinnen gerechnet werden kann, wird jedoch tatsächlich die Bereitschaft der Unternehmer zur Zahlung von Zinsen infolge der mechanischen Wirkung steigender Preise auf die Betriebskosten zunehmen. John Maynard Keynes veröffentlichte im März 1933 vier Artikel in der Tageszeitung The Times unter dem Titel „The Means to Prosperity“ (deutsch „Die Mittel zum Wohlstand“), worin er die günstige Beschäftigung hervorhob und anregte, zur Steigerung der Nachfrage die Steuern zu senken. Er sprach 1936 von der „säkularen Prosperität“ des 16. Jahrhunderts: „Zu keiner Zeit in der modernen Welt gab es eine so lang anhaltende Möglichkeit für Geschäftsleute, Spekulanten und Profiteure. In diesen goldenen Jahren wurde der moderne Kapitalismus geboren“. Die Verwirklichung des sozialen Staatsziels vollzieht sich nach Hans F. Zacher sowohl durch das „spezifisch Soziale“ wie sozialer Sicherheit oder Sozialhilfe, als auch durch das „unspezifisch Soziale“ wie Prosperität.